# Podzagaje
Podzagaje – część wsi Zagaje w Polsce,  położona w województwie świętokrzyskim, w powiecie jędrzejowskim, w gminie Jędrzejów.
W latach 1975–1998 Podzagaje należało administracyjnie do województwa kieleckiego.